# Trophée européen féminin de rugby à XV 2001
Navigation
Trophée européen féminin 2000 Trophée européen féminin 2002
Le Trophée européen féminin de rugby à XV 2001 se déroule du 6 mai au 12 mai 2001 dans le Nord de la France pour la Poule A ainsi que pour la Poule B.

## Participants
La Poule A est constituée de huit équipes :Angleterre, Écosse, Espagne, France, Irlande, Italie, Kazakhstan et Pays de Galles. La compétition se déroule sous la forme de match à élimination directe.
Concernant la Poule B, les équipes d'Allemagne, de la Belgique, des Pays-Bas et de la Suède participent à la compétition. Les quatre équipes se rencontrent une fois. La meilleure équipe sur les trois matchs remporte le tournoi.

## Poule A

### Quarts de Finale
| 6 mai 2001 | France     | 45 - 9  | Irlande        | à Marquette-lez-Lille |
| 6 mai 2001 | Angleterre | 29 - 15 | Kazakhstan     | à Tourcoing           |
| 6 mai 2001 | Espagne    | 34 - 3  | Italie         | à Lille               |
| 6 mai 2001 | Écosse     | 13 - 3  | Pays de Galles | à Hazebrouck          |

### Demi-finales
| 10 mai 2001 | Écosse  | 9 - 6  | France     | à Armentières |
| 10 mai 2001 | Espagne | 15 - 8 | Angleterre | à Roubaix     |

### Finale et classement
| 10 mai 2001 | Pays de Galles | 15 - 10 | Irlande | à Tourcoing         |
| 10 mai 2001 | Kazakhstan     | 20 - 0  | Italie  | à Villeneuve-d'Ascq |

#### Match pour la7eplace
| 12 mai 2001 | Irlande | 9 - 8 | Italie | à Lille |

#### Match pour la5eplace
| 12 mai 2001 | Pays de Galles | 17 - 7 | Kazakhstan | à Villeneuve-d'Ascq |

#### Match pour la3eplace
| 12 mai 2001 | Angleterre | 34 - 23 | France | au Stadium Nord à Lille |

#### Finale
| 12 mai 2001 | Écosse | 15 - 3 | Espagne | au Stadium Nord à Lille |

## Poule B
| Rang | Club      | J | V | N | D | Pm  | Pe  | Diff | Pts |
| ---- | --------- | - | - | - | - | --- | --- | ---- | --- |
| 1    | Suède     | 3 | 3 | 0 | 0 | 118 | 25  | +93  | 6   |
| 2    | Pays-Bas  | 3 | 2 | 0 | 1 | 95  | 19  | +76  | 4   |
| 3    | Allemagne | 3 | 1 | 0 | 2 | 88  | 32  | +56  | 2   |
| 4    | Belgique  | 3 | 0 | 0 | 3 | 0   | 233 | -233 | 0   |

| 7 mai 2001  | Pays-Bas  | 66 - 0  | Belgique  | à Lille             |
| 7 mai 2001  | Suède     | 15 - 13 | Allemagne | à Villeneuve-d'Ascq |
| 9 mai 2001  | Pays-Bas  | 17 - 6  | Allemagne | à Armentières       |
| 9 mai 2001  | Suède     | 90 - 0  | Belgique  | à Roubaix           |
| 11 mai 2001 | Suède     | 13 - 12 | Pays-Bas  | à Lille             |
| 11 mai 2001 | Allemagne | 67 - 0  | Belgique  | à Armentières       |